# 오발틴

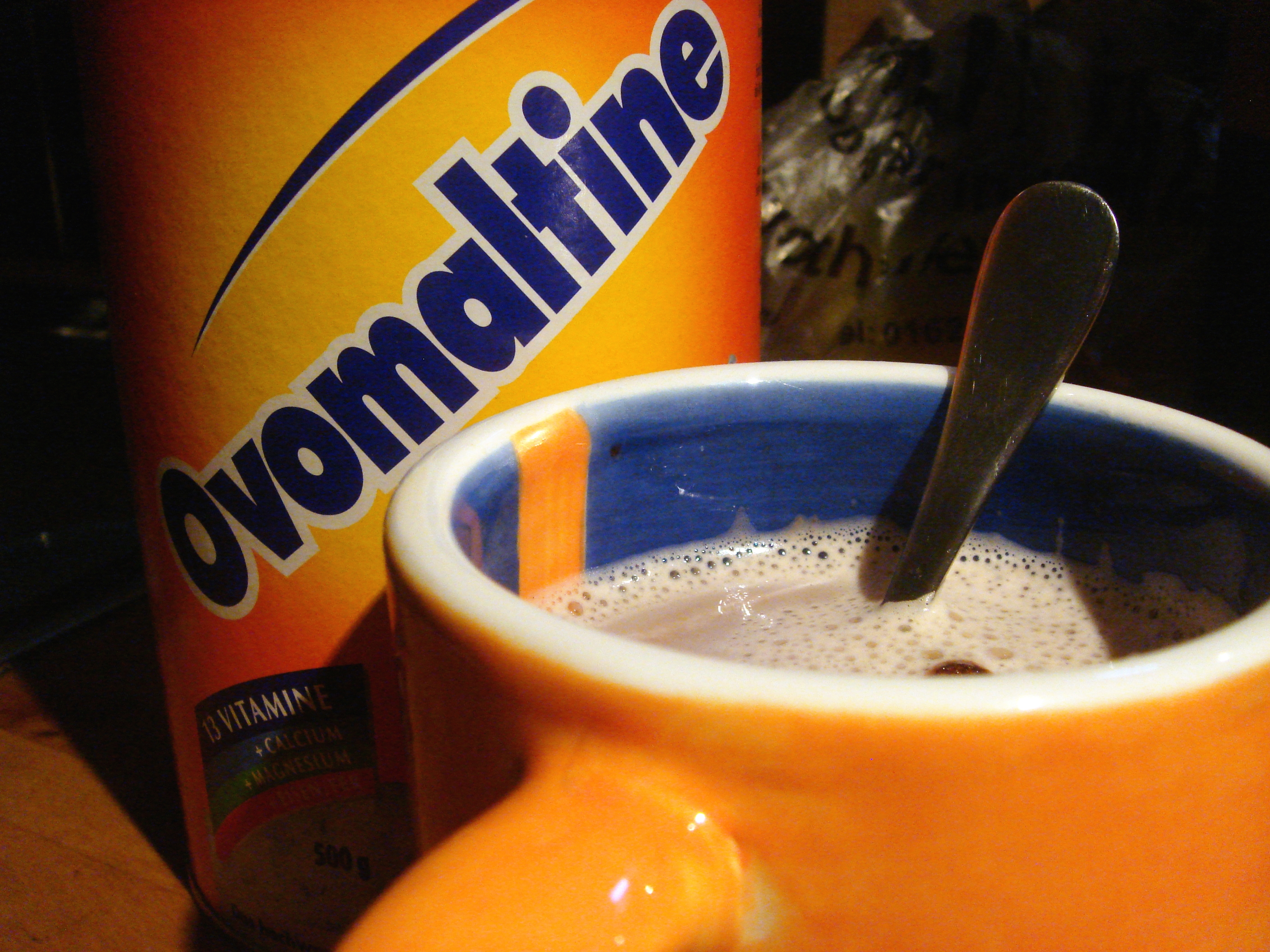
오발틴

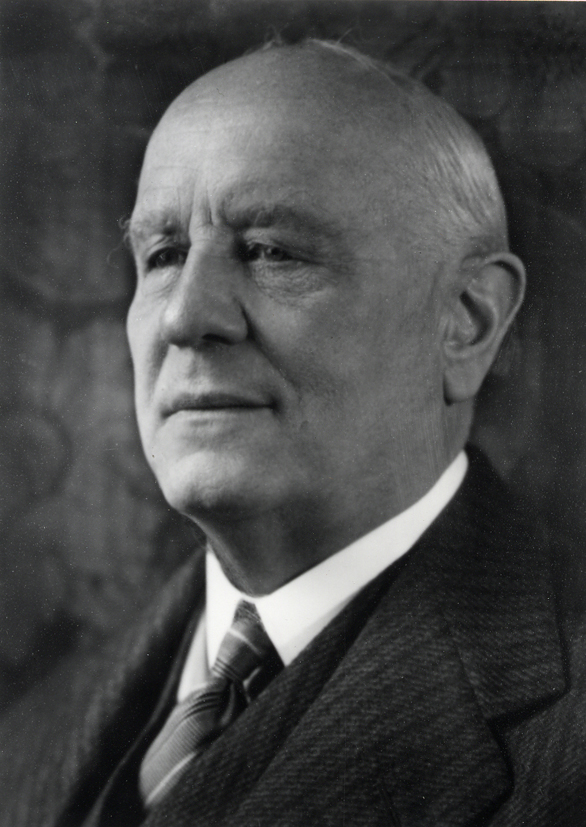
오발틴을 개발한 알베르트 반더(1867-1950)

오발틴(Ovaltine)은 맥아 추출물, 설탕, 유청으로 만들어진 우유 맛 음료 브랜드다. 코코아 맛 오발틴이 있기도 하다. 어소시에이티드 브리티시 푸즈의 트레이드마크 상품이다.

## 역사
오발틴은 스위스 베른에서 1904년 화학자 알베르트 반더에 의해 개발됐다. 원래 이름은 오보말틴(Ovomaltine)이었다.
오보말틴은 1909년 영국에 오발틴이라는 이름으로 수출됐다. 하트퍼드셔주에 공장이 세워졌고 미국으로도 수출됐다. 1915년 오발틴은 미국 시장을 위해 미국 일리노이주 뒤파제군 빌라파크에서 생산됐다. 이후 캐나다에서 판매하기 위해 피터버러에서 오발틴이 생산됐다. 당시 오발틴 푸즈의 회장은 제럴드 에설버트 골드스미스(Gerald Ethelbert Goldsmith)였다. 1943년 오발틴은 호주와 동남아 시장을 수요를 충족시키기 위해 2번째로 큰 공장을 태즈메이니아주 데번포트에 세웠다.
원래 '맥아, 우유, 달걀, 코코아 첨가 향'만으로 이뤄졌다고 광고했지만 제조법은 수 십 년 간 바뀌었고 오늘날 여러 제조법들이 세계 각지에서 다른 방식으로 사용된다. 가령 영국과 인도에서 판매되는 제품에는 달걀이 더 이상 없다.

## 같이 보기
- 초코우유